# Friedrich Meyer-Rubritius
Friedrich Meyer-Rubritius (*  23. Jänner 1890 in Klagenfurt; † 13. Dezember 1950 in Graz) war ein österreichischer (steirischer)  Stillleben- und Landschaftsmaler.

## Leben
Friedrich Meyer-Rubritius erhielt seine Ausbildung von 1910 bis 1913 an der Wiener Akademie und von 1919 bis 1921 an der Landeskunstschule in Graz unter Alfred Zoff. Er schlug beruflich aber eine Beamtenlaufbahn ein, die ihn zuerst in die Schweiz führte. Wieder in die Steiermark zurückgekehrt, war er neben seiner hauptberuflichen Tätigkeit als Landschafts- und Stilllebenmaler überwiegend im Raum Graz tätig.
In der Ausstellung „Grazer Malerei 1890 bis 1950“ im Künstlerhaus Graz, im Jahr 1969, wurden von ihm mehrere Ölgemälde („Narzissenwiese bei Parschlug“, „Kornschober“, „Türkische Nelken“, „Nordsee im Sturm“) gezeigt und ist der Künstler einer breiteren Öffentlichkeit bekannt geworden.